# Бюксфлінт
Бюксфлінт (нім. Büchsflinte, від  Büchse — гвинтівка та Flinte — рушниця) — тип двоствольної зброї, де стволи мають різні калібри, один — гладкий (для дробу), а другий — нарізний (для кулі). Іноді бюксфлінт називають «двійником».

## Особливості
Стволи бюксфлінта розташовані горизонтально. Двійник з вертикальним розташуванням стволів називається бокбюксфлінт (нім. Bockbüchsflinte). Бюксфлінти зустрічаються як однозамкового (після кожного пострілу зброя залишається в незведеному стані), так і двозамкового (два ударники зводяться одночасно, другий постріл можна зробити без повторного зведення) типу.
Появу бюксфлінта відносять до початку XX століття на території Німеччини, Австрії та Швейцарії, де бюксфлінт активно використовувався для полювання на дичину. Різниця в калібрах зробила бюксфлінт вельми популярним видом зброї в післявоєнній Німеччині. На сьогоднішній день найбільш відомими виробниками рушниць типу бюксфлінт є збройові майстерні Krieghoff та Blaser.